# Rajgæs
Rajgæs (Branta) er en slægt af gæs, der overvejende har sort fjerdragt. De kaldes derfor også sorte gæs.
Foretrækker områder med lavt græs eller lignende.

## Arter
Slægt: Rajgæs eller Sorte gæs  (Branta).
- Bramgås Branta leucopsis.
- Canadagås Branta canadensis.
- Lys dværgcanadagås Branta hutchinsii.
- Hawaiigås Branta sandvicensis.
- Branta hylobadistes. (Uddød).
- Knortegås Branta bernicla.
- Rødhalset gås Branta ruficollis.